# ホセ・アントニオ・レジェス
- ホセ・アントニオ・レイェス
- ホセ・アントニオ・レイエス

ホセ・アントニオ・レジェス・カルデロン（José Antonio Reyes Calderón, 1983年9月1日 - 2019年6月1日）は、スペイン・セビリア県ウトレラ出身のサッカー選手。ポジションはフォワード、ミッドフィールダー。

## クラブ経歴

### セビージャ
ヒターノ（ロマのスペインにおける外名）の両親の下、セビリアの郊外にあるウトレラに生まれ、10歳の時にセビージャFCの下部組織に入団した。1999-2000シーズン、セグンダ・ディビシオン（2部）のセビージャ・アトレティコ（セビージャFCのBチーム）でプレーしながら、レアル・サラゴサ戦で16歳にしてトップチームデビューを果たした。2001年夏にトップチームがプリメーラ・ディビシオン（1部）に昇格すると、2001-02シーズンは開幕からスタメンを任され、レアル・バリャドリード戦でドリブルの独走から美しいゴールを決めた。トップチームに在籍した4シーズンで86試合に出場して22得点を記録し、他クラブからの興味を引く存在となった。

### アーセナル
セビージャのホアキン・カパロス監督はレジェスの残留を希望したが、2004年冬の移籍期間に1050万ポンドの移籍金（最高で1750万ポンドまで上昇するオプションが付けられた）でアーセナルに移籍した。2004年2月1日のマンチェスター・シティ戦でデビューし、カーリング・カップのミドルスブラ戦ではオウンゴールを記録した。初めて相手ゴールに決めたのはFAカップのチェルシー戦で、UEFAチャンピオンズリーグ準々決勝でも再びチェルシー相手にゴールを決めた。
2004-05シーズンは開幕から6試合連続で得点し、前シーズンから続く無敗記録の継続に貢献したが、中盤戦以降は不振に喘いだ。両親と兄弟も揃ってイングランドに引っ越してきたにも関わらず、2005年初めにはホームシックにかかっていると報道され、ロンドンのどんよりとした気候や異文化に適応することが困難であると発言した。2005年のFAカップ決勝・マンチェスター・ユナイテッド戦ではイエローカードを2枚受け、同大会決勝戦の歴史上2人目の退場者となった。シーズン終了後には移籍も取り沙汰されたが、新たにクラブと6年契約を結び直した。
2005-06シーズンのアーセナルはチャンピオンズリーグを順調に勝ち進み、レアル・マドリード、ユヴェントス、ビジャレアルなどの強豪が彼の獲得に興味を示した。FCバルセロナとの決勝は試合途中から起用されたが、1-2で敗れて準優勝に終わった。

### レアル・マドリード
2006年夏の移籍市場が閉じる直前、ジュリオ・バチスタとのトレードでレアル・マドリードにレンタル移籍し、9月17日のレアル・ソシエダ戦でフリーキックによって移籍後初得点を決めた。シーズンを通して顕著な活躍を見せることはなかったが、マジョルカとのシーズン最終戦では0-1と劣勢の場面で途中出場し、2度ゴールネットを揺らして優勝に貢献した。

### アトレティコ・マドリード
2007年7月8日にはベルント・シュスター新監督が就任し、レアル・マドリードへの完全移籍が決まるかと思われたが、7月30日には移籍金1200万ユーロ（約19億4000万円）でアトレティコ・マドリードと4年契約を結んだ 。プレシーズンマッチのラツィオ戦でデビューし、1得点1アシストの活躍でアムステルダム・トーナメント優勝に導いた。しかし2007-08シーズンは不調に終わり、マキシ・ロドリゲスやシモン・サブローザからポジションを奪えず、26試合に出場して無得点にとどまった。

### ベンフィカ
2008年8月8日、ベンフィカにレンタル移籍し、ベンフィカは彼の保有権の25%を265万ユーロで獲得した。プレシーズンのフェイエノールト戦でデビューし、9月28日のスポルティングCPとのリスボンダービーで初得点を決めた。その直後のUEFAカップ1回戦・ナポリ戦でも貴重な得点を決め、勝ち抜けに貢献した。

### アトレティコ・マドリード復帰
2009年夏にアトレティコ・マドリードに復帰し、2010年1月9日のバリャドリード戦ではロングレンジからミドルシュートを決めた。1月18日のUEFAヨーロッパリーグ・ガラタサライ戦1stレグでは22分にフリーキックを直接決め、2ndレグではディエゴ・フォルランの決勝点をアシストして勝ち上がりに貢献した。3月28日のレアル・マドリードとのマドリードダービーではペナルティエリア右側から左足で巻くようなゴールを決めた。
2010年8月27日に行われたUEFAスーパーカップではUEFAチャンピオンズリーグ王者のインテル・ミラノ相手に先制点を決め、2-0で優勝を果たすと共にマン・オブ・ザ・マッチに選ばれた。
しかし、2011-12シーズン途中にグレゴリオ・マンサーノ監督との確執からベンチに座ることが多くなり、移籍を希望した。

### セビージャ復帰
2012年1月5日、セビージャFCに移籍金350万ユーロで移籍し、8年ぶりに古巣への復帰を果たした。1月8日に行われたラーヨ・バジェカーノ戦でセビージャの選手として再びデビューを果たした。
セビージャ復帰後は、バックアッパー及びチームの精神的支柱としてウナイ・エメリの下でUEFAヨーロッパリーグ3連覇に大きく貢献。しかし2015-16シーズンには虫垂炎の手術などの影響もあり契約自動延長の目安である出場時間を越えられず、退団となった。

### エスパニョール
2016年6月28日、RCDエスパニョールへ自由移籍で加入。エスパニョールではベンフィカ、アトレティコ時代に続きキケ・フローレスとタッグを組むことになった。

### リーガ2部へ
2018年1月30日、リーガ2部のコルドバCFへ自由移籍で加入した。

### 半年間の中国2部
2018年6月6日、中国2部の新疆天山雪豹へ加入した。

### 再びリーガ2部へ
2019年1月22日、リーガ2部のエストレマドゥーラUDへ加入した。シーズン終了までの短期契約。

### 突然の訃報
2019年6月1日、故郷のウトレラの高速道路でメルセデス・ベンツS550を運転中に右後方のホイールが破損した事による交通事故を起こし車が炎上、レジェス自身と同乗していた親族1名（もう1名は重傷）が死去した。享年35歳。
この訃報を受け、事故の直後に行われたUEFAチャンピオンズリーグ決勝トッテナム対リヴァプール戦では、キックオフ前に黙祷が行われた。なお試合会場は、奇しくもレジェスが在籍していたアトレティコ・マドリードの本拠地エスタディオ・メトロポリターノだった。
事故発生直後から少なくとも時速187km/hで走行しており、スピード超過が事故原因と報じられていたが、捜査にて時速237km/hに達していたことが判明した。事故原因についてレジェスは当時乗っていたS550に数ヶ月間搭乗しておらず、タイヤの空気圧が不十分のまま、スピード超過した結果、タイヤが破裂したと結論付けられている。
事故後の2019年6月22日、レジェスの息子であるホセ・アントニオ・レジェス・ジュニア（父親と同名）が父の古巣レアル・マドリードの下部組織に入団、父と同じサッカー選手の道を歩み出している（入団自体は父の死去以前に内定していた）。
UEFAヨーロッパリーグ 2019-20でセビージャが優勝した際に、セビージャの選手たちが、アントニオ・プエルタとレジェスの姿がプリントされたシャツを着用していた。　セビージャの公式Twitterには、シャツを着用して正面に立ったセルヒオ・エスクデロと、エスクデロの足元に置かれたトロフィーを挟んで座り込み、背番号を見せるヘスス・ナバスとエベル・バネガが映り込む写真が投稿された。(ヘスス・ナバスは、プエルタがセビージャ時代に背負っていた16番、バネガはレジェスが背負っていた10番)

## 代表経歴
2002年7月にはUEFA U-19欧州選手権で優勝に貢献。2003年9月6日のポルトガルとの親善試合でラウル・ゴンサレスとの途中交代で出場し、スペイン代表デビューを飾る。イニャキ・サエス監督の下、UEFA EURO 2004予選のアルメニア戦で2得点する活躍を見せたが、本大会出場メンバーから外れ、大会後に「（同大会でスペインが早期敗退したため）自分のキャリアに傷が付かなくて良かった」と語って物議を醸した。
2006 FIFAワールドカップ欧州予選には7試合に出場し、本大会参加メンバーには自ら希望した背番号10番で登録された。本大会直前のエジプト戦で直接フリーキックを決めてアピールしたが、消化試合となったグループリーグ3戦目のサウジアラビアとの1試合に出場したのみとなった。その後、同じポジションであるダビド・シルバやサンティ・カソルラなど台頭もあり、UEFA EURO 2008の登録メンバーから外れ、同大会予選以後は代表に招集されることはなかった。

## エピソード
- 右腕にカタカナで｢レジェス」と入れ墨（タトゥー）を入れる予定だったが、ミスにより「レジュス」となっている[要出典]。

## 代表歴

### 出場大会
- スペイン代表
  - 2006 FIFAワールドカップ

### 試合数
- 国際Aマッチ 21試合 4得点（2003年-2006年）[29]

| スペイン代表 | 国際Aマッチ | 国際Aマッチ |
| 年           | 出場        | 得点        |
| ------------ | ----------- | ----------- |
| 2003         | 4           | 2           |
| 2004         | 6           | 0           |
| 2005         | 5           | 0           |
| 2006         | 6           | 2           |
| 通算         | 21          | 4           |

## タイトル

### クラブ
セビージャ
- セグンダ・ディビシオン : 2000-01
- UEFAヨーロッパリーグ : 2013-14, 2014-15, 2015-16

アーセナル
- プレミアリーグ : 2003-04
- FAカップ : 2004-05
- FAコミュニティーシールド : 2004

レアル・マドリード
- プリメーラ・ディビシオン : 2006-07

ベンフィカ
- ポルトガルリーグカップ : 2008-09

アトレティコ・マドリード
- UEFAヨーロッパリーグ : 2009-10, 2011-12
- UEFAスーパーカップ : 2010
- UEFAインタートトカップ : 2007

### 代表
U-19スペイン代表
- UEFA U-19欧州選手権 : 2002